# Stoa
Stoa, en overdækket søjlehal som i antikkens græske og romerske byer flankerede agoraen eller den åbne markeds- og samlingsplads.
Især kendes den malede stoa, Stoa poikile i Athen, hvor Zenon fra Kition i det 3. århundrede f.Kr. udlagde sin filosofi, som efter stedet kaldes stoicismen.

## Eksterne kilder
1. ↑  Stoa i meyersfremmedordbog.dk

- Wikimedia Commons har flere filer relateret til Stoa

| filosofi | Spire Denne filosofiartikel er en spire som bør udbygges. Du er velkommen til at hjælpe Wikipedia ved at udvide den. |